# Василенко Матвій Іванович
Василенко Матвій Іванович (нар. 13 (25) листопада 1888, Полтавська губернія, Російська імперія — пом. 1 липня 1937, Москва, СРСР) — радянський військовий діяч, комкор (1935).

## Біографія
Українець, уродженець села Підставки Борковської волості Гадяцького повіту Полтавської губернії. Народився у селянській родині. Закінчив гімназію, навчався у Казанському університеті. У 1909 році закінчив Тифліське військове училище, із того ж року — молодший офіцер Ахалцихського піхотного полку. Із 1912 року — поручик, командир роти.

#### Перша світова і громадянська війни
Учасник Першої світової війни. Дослужився до штабс-капітана. Після Лютневої революції 1917 року був обраний членом виконавчого комітету 5-ї армії Північного фронту. Після Жовтневого перевороту перейшов на бік білогвардійців, воював у армії Колчака.
Із 1919 року — в Червоній армії. Був командиром бригади та начальником штабу Експедиційного корпусу на Південному фронті. Із червня 1919 року — начальник 40-ї стрілецької дивізії. Із 19 грудня 1919 року — командувач 11-ї армії під Астраханню. Із 5 квітня 1920 року — командувач 9-ї Кубанської армії, брав участь у захопленні Азербайджану. Із 26 липня 1920 року — знову командувач 11-ї армії. Із 26 вересня по 5 листопада 1920 року командував 14-ю армією проти Армії УНР.

#### Міжвоєнний період
Після громадянської війни Василенко командував 45-ю стрілецькою дивізією (до 1929), 9-м стрілецьким корпусом (1929—1930), 17-м стрілецьким корпусом (1930—1931). У 1931—1935 роках — інспектор РСЧА. Із 1935 року — заступник командувача Уральського військового округу, член Військової ради при народному комісаріаті оборони СРСР.

#### Репресії та реабілітація
Заарештований 1 березня 1937 року. Розстріляний за участь у «військово-фашистській змові» за особистою санкцією Сталіна, Кагановича і Ворошилова.
Реабілітований у 1956 році.

## Нагороди
- Орден Червоного прапора (1924)
- Орден Трудового червоного прапора Закавказької РФСР (1933)
- Орден Червоної зірки (1933)
- Почесна нагородна зброя із грамотою від ГПУ УСРР
- Орден Святого Станіслава 3-го ступеня (1916)